# Richard Kistabish
Richard Kistabish est un Anicinabe de la Première Nation Abitibiwinni. Cet homme politique, militant, et conteur a été chef de Pikogan, grand chef du Conseil Algonquin du Québec et est un survivant du pensionnat de Saint-Marc-de-Figuery. Il est aussi un défenseur de la langue, de l'histoire, des droits et de la culture des Algonquins.

## Biographie
Richard Kistabish est nommé à sa naissance Ejinagosi qui veut dire « celui qui raconte ». Il grandit en forêt sur les berges de la rivière Harricana, en Abitibi-Témiscamingue. À 6 ans, il est envoyé au pensionnat indien d'Amos à Saint-Marc-de-Figuery, géré par les prêtres des oblats de Marie-Immaculée, où il reste jusqu'à l'âge de 16 ans et où il subit des violences psychologiques et sexuelles,.
Richard Kistabish a été l'époux de la militante Monique Sioui avec qui il a eu deux enfants. 
Il est président des services sociaux Minokin et remplit les fonctions d’administrateur et de gestionnaire du comité de la santé de la communauté de Kitcisakik[Quand ?]. Il œuvre également dans le domaine social et de la santé aux niveaux régional et provincial pendant de nombreuses années, notamment en tant que secrétaire du conseil d'administration de la Commission de la santé et des services sociaux des Premières Nations du Québec et du Labrador (CSSSPNQL) pour l'année 1994-1995,.

### Politique
Richard Kistabish est chef de la Première nation Abitibiwinni, à Pikogan de 1978 à 1980 et grand chef du Conseil Algonquin du Québec pendant deux mandats,.
En juillet 1980, en tant que grand chef algonquin, Richard Kistabish appuie les Innus, à l'époque appelés Montagnais, alors qu'ils revendiquent une reconnaissance de leurs droits ancestraux pour la pêche au saumon.
Au début des années 1980, en tant que président du Conseil algonquin de l’Ouest du Québec, Richard Kistabish, rend publique une lettre de 1941 d’un haut fonctionnaire du Service de la Chasse et de la Pêche du ministère des Mines et des Pêcheries du Québec au sujet de la présence non désirée de familles autochtones aux abords de la route reliant Senneterre et Mont-Laurier.
En 1982, dans la revue Recherches amérindiennes, il fait état des conséquences de la dépossession de territoire et de la sédentarisation sur la santé des Autochtones. En 1988, avec le Conseil algonquin de l'Ouest du Québec, il publie le texte AKI, pour le monde qui aime la terre dont des extraits seront publiés dans le journal La Presse dans lequel il attire de nouveau l'attention sur cet enjeu.
En février 1995, il s'exprime devant la Commission de l'Abitibi-Témiscamingue sur l'avenir du Québec, qui a comme mandat d'entendre les citoyens sur l'avant-projet de loi sur la souveraineté du Québec,. Son passage est remarqué alors que, sarcastiquement, il a invité les Québécois à remettre l'ensemble du Québec aux Autochtones si le projet de souveraineté était rejeté lors du référendum[pas clair]. Il a aussi fait une partie de son discours uniquement dans sa langue maternelle, l’anicinabemowin.

### Pensionnats
Au-delà de ses rôles politiques, Richard Kistabish a été un défenseur des droits des victimes des pensionnats indiens. En 1975, il a pris l'engagement de faire connaître l'histoire des pensionnats pour que «plus jamais cette histoire ne se répète sur la planète» et d'utiliser toutes les tribunes qui lui serait offertes pour le faire.
Dans les médias, il a témoigné à de nombreuses reprises les mauvais traitements qu'ont subi les enfants dans ces institutions,. Après la découverte des restes de 215 enfants de l'ancien pensionnat indien de Kamloops, en 2021, il a entre autres accordé une entrevue marquante à la cheffe d'antenne Céline Galipeau au Téléjournal de Radio-Canada.
Richard Kistabish a aussi été membre du conseil d'administration de la Fondation autochtone de guérison et été président de la Fondation autochtone de l'espoir (FAE),, un organisme caritatif autochtone national, qui a été fondé en 1998 dans le but de sensibiliser et d'éduquer les Canadiens quant à l'histoire et à l'héritage du système des pensionnats autochtones, et d'illustrer l'impact de ce dernier sur les Premières Nations, les Métis et les Inuit.

### Culture
Richard Kistabish a aussi obtenu des rôles au cinéma. En 1994, il a joué le rôle d'un grand chef dans le film Windigo de Robert Morin. Il a aussi conseillé le réalisateur pour le réalisme de son oeuvre. En 2015, il a aussi apparu dans le film Guibord s'en va-t-en guerre de Philippe Falardeau. Il y joue un chef autochtone dans un barrage routier. Il participe aussi à des événements en tant que conteur, comme au Festival de musique émergente (FME) en 2017.
Depuis 2017, Richard Kistabish est président de l'organisme Minwashin, un organisme qui a pour but de créer des ponts entre les différentes communautés anicinabek et soutenir logistiquement et financièrement des projets culturels et artistiques ancinabek,.
Richard Kistabish est également un défenseur de la langue et de la culture Anicinabe. Il déplore que sa langue maternelle, l’anicinabemowin, ait été effacée par des années de colonialisme. Selon lui, les gouvernements doivent mettre en place des mesures pour la conservation de la langue, mais aussi des traditions autochtones. En février 2021, Richard Kistabish a été nommé membre du Groupe de travail mondial pour une Décennie d’action pour les langues autochtones de l'Organisation des Nations Unies pour l’éducation, la science et la culture (UNESCO) pour une Décennie d'action pour les langues autochtones 2022-2032. Sa nomination est notamment attribuable à sa maîtrise de trois langues, soit le français, l'anglais et l’anicinabemowin, la langue algonquine,,.
En 2022, il signe la préface du livre Chronique d'un écocide écrit par le militant écologiste Henri Jacob.

## Distinctions
En 2015, Richard Kistabish a reçu la Médaille de la Paix du YMCA pour sa contribution à la mise sur pied de la Commission vérité et réconciliation du Canada.
En 2023, il a remporté le Prix Hommage au Gala Rayon C de la Ville de Val-d'Or.

## Citations
« J’entends encore les fantômes de mes camarades, Hubert, Michel, Dominique, André. Ceux qui pleuraient dans leur lit le soir après avoir été emmenés dans la chambre d’un prêtre. Ceux qui ont tenté de s’échapper ou même de se suicider ». Sur place, il retrouve l'emplacement de l'ancienne chapelle, elle aussi détruite, quatre enfants ont été violés dans le confessionnal.

« Il y a encore des braises, il  faut  qu’on  souffle  dessus pour  que  notre  culture  réapparaisse, autant  notre  spiritualité  que  notre langue. On  va  y  arriver  en  faisant de  petits  gestes  pour  réactiver  la flamme  qui  existe  au  fond  de  nos cœurs. »
« Ce qui est mauvais pour notre terre est mauvais pour nous. Ce qui est mauvais pour nous est mauvais pour notre terre. Aujourd'hui qu'elle est malade, nous avons peine à nous y tenir debout. Mais elle est encore là. Nous aussi. »

« Ils ont voulu enlever notre identité, ils ont voulu tuer notre esprit, ils ont même essayé de prendre nos âmes. La plupart des enfants qui ont passé par là, ce sont de grands brûlés de l’âme. »

« Les Indiens ce n’étaient pas des gens paresseux, qui buvaient tout le temps, qui étaient tout le temps saouls. Au contraire, nous étions un très beau peuple, nous étions vaillants, nous entretenions le territoire comme il faut pour qu’il puisse demeurer beau, pour qu’il puisse profiter aux autres générations qui nous suivaient. C’était la raison de notre existence. »